# Auguste Liesch
Auguste Liesch (ur. 1874, zm. 1949) – luksemburski polityk, w latach 1918–1921 dyrektor generalny ds. sprawiedliwości Luksemburga.

## Życiorys
Urodził się w 1874 roku.
Swoją karierę polityczną związał z Ligą Liberalną i z jej ramienia sprawował funkcje ministerialne. 28 września 1918 objął stanowisko dyrektora generalnego sprawiedliwości w pierwszym rządzie premiera Émile’a Reutera. Zastąpił Léona Moutriera, a urząd sprawował również w drugim rządzie premiera E. Reutera, łącznie przez daw i pół roku do 15 kwietnia 1921, kiedy jego następcą został Guillaume Leidenbach.
Auguste Liesch zmarł w 1949 roku.